# Centroptilum asperatum
Centroptilum asperatum är en dagsländeart som beskrevs av Jay R. Traver 1935. Centroptilum asperatum ingår i släktet Centroptilum och familjen ådagsländor. Inga underarter finns listade i Catalogue of Life.